# Komfortní zóna

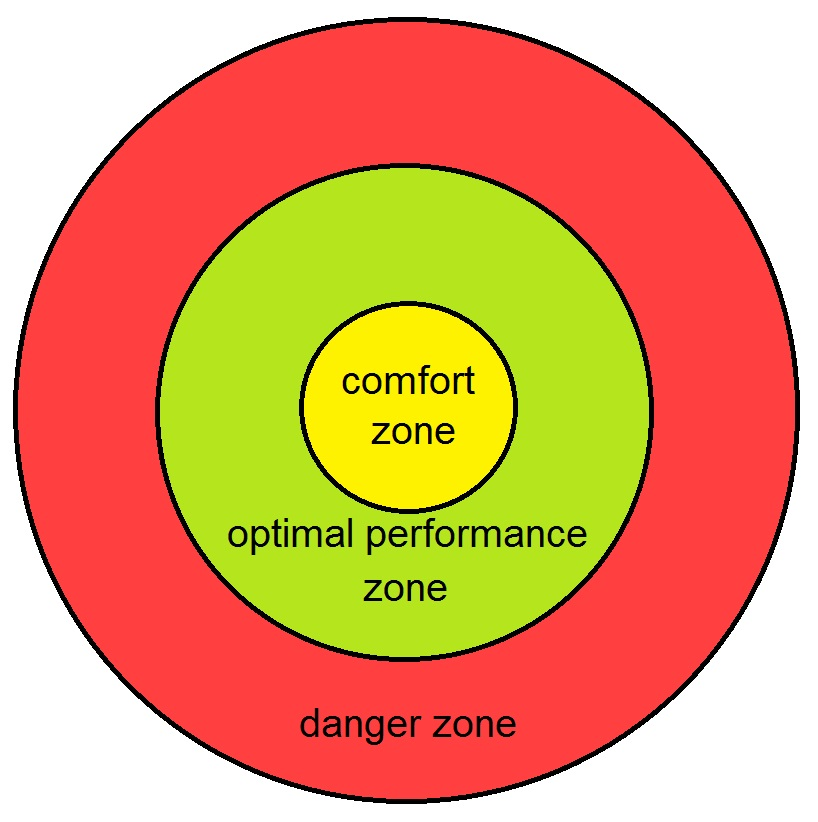
Tři psychické stavy.

Komfortní zóna představuje konkrétní prostředí, ve kterém se většina faktorů nezbytných pro fungování lidského organismu blíží k medicínou stanovenému optimu. 
V čistě psychické rovině jde o stav, ve kterém připadají věci člověku dobře známé, cítí se v klidu, v pohodě a má kontrolu nad svým okolím (nebo tak situaci vnímá). Nepociťuje v něm úzkost nebo stres. V této zóně je možné dosáhnout stabilní úrovně výkonu.
Ergonomie, věda, která se zabývá základní interakcí lidského organismus a prostředí, rozlišuje fyzické, psychické a organizační faktory, které umožňují vytvoření komfortní zóny a popisuje kontrolní emoční mechanismus, který signalizuje subjektivní vnímání komfortu jako stav duševní pohody.
Judith Bardwicková definuje psychologicky komfortní zónu jako „behaviorální stav, ve kterém člověk funguje ve stavu neutrálním k úzkosti.“ Brené Brownová termín popisuje jako „kde je naše nejistota, nouze a zranitelnost minimalizována; kde věříme, že budeme mít přístup k dostatku lásky, jídla, talentu, času, obdivu. Tam, kde máme pocit, že máme určitou kontrolu.“

## Řízení výkonnosti
Alasdair A. K. White odkazuje na „zónu optimálního výkonu“, ve které lze výkonnost zvýšit určitým množstvím napětí. Robert Yerkes uvedl, že „Úzkost zlepšuje výkonnost, dokud není dosaženo určité optimální úrovně vzrušení. Za tímto bodem, při vyšší úrovni úzkosti, se výkonnost zhoršuje.“ Za oblastí optimální výkonnosti se nachází „nebezpečná zóna“, ve které výkonnost pod vlivem větší úzkosti rychle klesá.
Obecně však stres může mít nepříznivý vliv na rozhodování: Je vyzkoušeno méně různých možností a jsou používány již známé strategie, i když už nijak nepomáhají.
Optimální řízení výkonnosti vyžaduje maximalizaci času v zóně optimálního výkonu. Hlavním cílem by mělo být rozšíření komfortní zóny a zóny optimální výkonu.